# Danica Maksimović
Danica Maksimović (Reljinci, Gornji Milanovac, 24. januar 1953) srpska je pozorišna, filmska i televizijska glumica.

## Biografija
Rođena je u Reljincima, a sa nepunih godinu dana sa roditeljima se preselila u Aranđelovac, gde je odrasla, završila osnovnu školu, a potom i Gimnaziju „Miloš Savković”. Kao devojčica bila je član recitatorskih sekcija, a dugo godina se bavila i folklorom i baletom.
U devetnaestoj godini preselila se u Beograd. Glumu je završila na Fakultetu dramskih umetnosti u Beogradu, u klasi profesora Minje Dedića, zajedno sa Branislavom Lečićem i Darom Džokić.
Prvu ulogu na filmu odigrala je 1980. u filmu Hajduk. Uz Tanju Bošković, Milenka Pavlova i Radeta Marjanovića, dugo je bila nosilac pozorišnog repertoara Pozorišta na Terazijama.
Tokom devedesetih godina Maksimovićeva je sa kolegom Vladanom Savićem, igrala kabare koji se zvao Godine zapleta. Autor teksta i pesama bio je Milenko Pajović, a muziku je komponovao Rade Radivojević. Naziv kabarea bio je aluzija na jedinu knjigu nekadašnjeg prvog čoveka SRJ Slobodana Miloševića Godine raspleta. Ovaj kabare prkosio je režimu devedesetih, a autori su svesno rizikovali politički progon. Dobitnica je Sterijine nagrade za ulogu u predstavi Lukrecija iliti ždero. Najmlađa publika Maksimovićevu pamti po ulozi vile Ravijojle u kratkometražnoj dečjoj televizijskoj seriji Vukov ćošak iz 1986. godine, kao i po ulozi teta Lije, kojoj je pozajmila glas, u serijalu Laku noć deco. Takođe, za najmlađu publiku odigrala je uloge u Uspavanoj lepotici i Zlatnoj ribici Pozorištanca Puž.
Danica Maksimović je bila predsednica Udruženja dramskih umetnika Srbije u periodu od 2000. do 2002. godine.
Ostvarila je značajne uloge u filmovima: Hajduk, Sabinjanke, Ćao inspektore, Bal na vodi, Tesna koža, Hajde da se volimo, Noć u kući moje majke, Zona Zamfirova, Čarlston za Ognjenku i Amanet, kao i u TV-serijama: Jelena, Lisice, Ranjeni orao, Urgentni centar i Sinđelići.
Godine 2009. postala je stalni član žirija takmičarskog šoua Ja imam talenat, nakon dve sezone prikazivanja ga je napustila, ali se 2016. godine ponovo vratila u šou.
Dugo godina se bavi humanitarnim radom.

## Lični život
Njen dugogodišnji partner je Tode Lolić, sa kojim ima sina Miloša Lolića, pozorišnog reditelja. Danica Maksimović je jedna od retkih javnih ličnosti u Srbiji koja je javno priznala da se podvrgla lečenju od alkoholizma.

## Nagrade i priznanja
- Sterijina nagrada za ulogu Elene u predstavi Lukrecija ililti ždero.[5]
- Statueta ćuran za ulogu tetka Doke u mjuziklu Zona Zamfirova, na Danima komedije u Jagodini.[5]
- Zlatni novčić na festivalu u Vrnjačkoj Banji, za ulogu u filmu Noć u kući moje majke.[5]
- Vitez od Čarapanije — ser Hardi, na Međunarodnom festivalu humora i satire Zlatna kaciga u Kruševcu.[16]
- Plaketa „Žanki u čast” za ulogu Marte u predstavi Ko se boji Virdžinije Vulf.[4]
- Plaketa Jugoslovenske kinoteke za doprinos filmskoj umetnosti.[17]
- Nagrada na Borinim pozorišnim danima za najuspešniji segment predstave i glumca večeri.[18]
- Povelja Leotar za glumačka ostvarenja, za ulogu Savete u seriji Ranjeni orao.[19]
- Nagrada za najbolju glumicu na festivalu u Doboju, za ulogu u predstavi Plava ruža.[20]
- Nagrada Zoranov brk na Danima Zorana Radmilovića 2012. godine u Zaječaru.[21]
- Beogradski Pobednik 2021[22]
- Prvi Oskar Srbije 2021 (za popularnost i izuzetan doprinos u svojoj profesiji)
- 2021
- Sterijina nagrada za glumačko ostvarenje, za ulogu Suzan Li Alvin u predstavi Yankee Rose, režija Miloš Lolić.
- Nagrada za glumačku bravuru "Zoran Radmilović", za ulogu Suzan Li Alvin u predstavi Yankee Rose, režija Miloš Lolić.

## Filmovi i serije
| God.       | Naziv                             | Uloga                     |
| ---------- | --------------------------------- | ------------------------- |
| 1970-e     |                                   |                           |
| 1976.      | Džangrizalo                       | Majka                     |
| 1978.      | Otac ili samoća                   |                           |
| 1979.      | Ti međutim stojiš na velikoj reci |                           |
| 1979.      | Gospodin Dimković                 |                           |
| 1980.      | Hajduk                            | Jelena                    |
| 1980-e     |                                   |                           |
| 1980.      | Vruć vetar                        | prodavačica               |
| 1981.      | Kraljevski voz                    | Cana                      |
| 1981.      | Berlin kaput                      |                           |
| 1981.      | Sijamci                           | Julka                     |
| 1981.      | Bila jednom ljubav jedna          |                           |
| 1981.      | Dorotej                           |                           |
| 1981.      | Svetozar Marković                 | Anka Ninković             |
| 1982.      | Beograd nekad i sad               | sobarica                  |
| 1982.      | Tesna koža                        | Mira Pantić               |
| 1982.      | Sabinjanke                        | Helen Vudvоrd, supruga    |
| 1982.      | Priče preko pune linije           |                           |
| 1983.      | Nabujala reka                     |                           |
| 1983.      | Ljubavno pismo                    | Sofija                    |
| 1983.      | Idi mi, dođi mi                   | maserka                   |
| 1984.      | Moljac                            | Violeta, trudnica         |
| 1984.      | Supermarket                       |                           |
| 1984.      | Šta je s tobom, Nina              | Saša                      |
| 1984.      | Formula 1                         |                           |
| 1985.      | U zatvoru                         | Zaga                      |
| 1985.      | Ćao inspektore                    | Nemica                    |
| 1985.      | Debeli i mršavi                   | Sestra Pija               |
| 1986.      | Dobro veče džezeri                |                           |
| 1986.      | Protestni album                   | sekretarica               |
| 1986.      | Bal na vodi                       | Rada švercerka            |
| 1986.      | Razvod na određeno vreme          | Matilda                   |
| 1986.      | Vukov ćošak                       | vila Ravijojla            |
| 1986.      | Vrteška                           |                           |
| 1987.      | The Misfit Brigade                | prijateljica noći         |
| 1987.      | I to se zove sreća                | Dezi                      |
| 1987.      | Tesna koža 2                      | Mira Pantić               |
| 1987.      | Hajde da se volimo                | šefica recepcije          |
| 1988.      | Da Capo                           |                           |
| 1989.      | Laku noć deco                     | Lisica                    |
| 1989.      | Mister Dolar                      | Nina                      |
| 1989.      | Sile u vazduhu                    | Kristina                  |
| 1989.      | Dome, slatki dome                 | Seka                      |
| 1989.      | Atoski vrtovi - preobraženje      |                           |
| 1990-е     |                                   |                           |
| 1991.      | Kuća za rušenje                   |                           |
| 1991.      | Smrt gospođe ministarke           | Rada                      |
| 1991.      | Noć u kući moje majke             | Dara                      |
| 1991.      | U ime zakona                      |                           |
| 1991.      | Holivud ili propast               |                           |
| 1991.      | Tesna koža 4                      | Mira Pantić               |
| 1991.      | Kuća koja se ruši iznutra         |                           |
| 1992.      | Dama koja ubija                   | prostitutka               |
| 1993.      | Kaži zašto me ostavi              | Plavuša                   |
| 1993.      | Bolje od bekstva                  | pevačica Isidora          |
| 1994.      | Biće bolje                        |                           |
| 1993—1994. | Srećni ljudi                      | Lolina drugarica Vida     |
| 1994.      | Policajac sa Petlovog brda        |                           |
| 1995.      | Nasleđe                           | konobarica                |
| 1997.      | Vraćanje                          | Jelena                    |
| 1998.      | Tri palme za dve bitange i ribicu | službenica                |
| 1998.      | Rane                              | prostitutka Ninana        |
| 1999.      | Proleće u Limasolu                | Marija                    |
| 2000-е     |                                   |                           |
| 2001.      | Nataša                            | direktorka škole          |
| 2002.      | Noć uz video                      | Ljubica/Nada              |
| 2002.      | Zona Zamfirova                    | Persa                     |
| 2002.      | Lisice                            | Žaklina                   |
| 2003.      | Kazneni prostor                   | Danica Donati             |
| 2004.      | Porno teletabis                   |                           |
| 2004.      | Jelena                            | Jelena Stefanović Milijaš |
| 2005.      | Mi nismo anđeli 2                 | Matičareva žena           |
| 2006.      | Nitrat čorba                      | Meri                      |
| 2007.      | Odbačen                           | prostitutka               |
| 2007.      | Badnje veče 1943                  | Jelica                    |
| 2008.      | Bledi mesec                       |                           |
| 2008.      | Zaustavi vreme                    | Nada                      |
| 2008.      | Čarlston za Ognjenku              | Zagorka                   |
| 2009.      | Ranjeni orao                      | Saveta                    |
| 2009.      | Zauvek mlad                       | gospođa Mihić             |
| 2009.      | Čekaj me, ja sigurno neću doći    | profesorka                |
| 2009.      | Jesen stiže, dunjo moja           | Madam Bela                |
| 2009.      | Ono kao ljubav                    | Ruska                     |
| 2010-е     |                                   |                           |
| 2010.      | Greh njene majke                  |                           |
| 2012.      | Filk                              | seka Prase                |
| 2013.      | Topli zec                         |                           |
| 2013.      | Tesna koža 5                      | Mira Pantić               |
| 2014—2015  | Urgentni centar                   | glavna sestra Dana        |
| 2015.      | Amanet                            | Radmila                   |
| 2016.      | ZG 80                             | Dejina tetka              |
| 2017.      | Sinđelići                         | Tetka Danica Deni         |
| 2017.      | Sumnjiva lica                     | Živana                    |
| 2018.      | Šifra Despot                      | Mirela                    |
| 2019.      | Daleko je Holivud                 | Stojanka                  |
| 2020-е     |                                   |                           |
| 2021.      | Jedini izlaz                      | Suzana                    |
| 2021.      | Jedini izlaz (TV serija)          | Suzana                    |
| 2021.      | Radio Mileva                      | Kristina                  |
| 2021.      | Aleksandar od Jugoslavije         | Marija od Edinburga       |
| 2021.      | Prolećna pesma                    | Olga                      |
| 2021.      | Aleksandar od Jugoslavije         | Marija od Edinburga       |
| 2021.      | Crna svadba                       | Tetka                     |
| 2021.      | Pevačica                          | stilistkinja Veca         |
| 2021.      | Feliks                            | Marina                    |
| 2022.      | Popadija                          | Nensi                     |

## Teatrografija
- Lukrecija iliti ždero
- Sezona naručenih ubistava
- Ljubavno pismo
- Priča o konju
- Moj dečko
- Put oko sveta
- Vrteška
- Soliter
- Volim svoju ženu
- Davni flert
- Čovek od La Manče
- Gorke suze Petre von Kant
- Uspavana lepotica
- Zlatna ribica
- Klinč
- Porazgovarajmo o životu i smrti
- Čarlama zbogom
- Mrtva tačka
- Sezona naručenih ubistava
- Prestaće vetar
- Andra i Ljubica
- Cigani lete u nebo
- Gospođa ministarka
- Ko se boji Virdžinije Vulf
- Mandragola
- Plava ruža
- Svetlosti pozornice
- Kumovi[23]
- Zona Zamfirova
- Otac na službenom putu
- Miloš Crnjanski
- Ožalošćena porodica
- Senka: Euridika govori
- Indigo[23]
- Mačka na usijanom limenom krovu
- Balkanska carica

## Spoljašnje veze
- Danica Maksimović на веб-сајту  (језик: енглески)
- Danica Maksimović: Žena nosi teret sveta („Večernje novosti“, 18. avgust 2013)
- A, D. (16. 6. 2019). „Danica Maksimović: Kad osvojite slobodu nema nazad”. ekspres.net. Приступљено 20. 4. 2020.